# Paul V. Rubow
Paul Victor Rubow, född den 9 januari 1896 i Köpenhamn, död den 7 april 1972, var en dansk litteraturhistoriker, son till läkaren och politikern Viktor Rubow, bror till konsthistorikern Jørn Rubow.
Rubow tog magisterkonferens i nordisk filologi 1916, fick 1919 universitetets guldmedalj, blev filosofie doktor 1921 på avhandlingen Dansk litterær Kritik i det nittende Aarhundrede, indtil 1870 och var 1923-25 lektor i danska vid Sorbonne. Han blev docent 1929 och efterträdde 1930 Vilhelm Andersen som professor i nordisk litteratur. Tre år senare övertog han Valdemar Vedels lärostol i litteraturvetenskap. 
Han utgav bland annat Anders Sørensen Vedels Folkevisebog (1927) och H.C. Andersens italienska dagböcker (tillsammans med Helge Topsøe-Jensen, 1947). Povl Engelstoft skriver i Nordisk Familjebok: "Hans Saga og pastiche (1923) utmärkes, liksom afh., af sträng metodisk styrka och fint öra för språk och stil."